# Мишон, Александр Михайлович
Алекса́ндр Миха́йлович Мишо́н (укр. Олександр Михайлович Мішон, азерб. Aleksandr Mixayloviç Mişon, 5 июля 1858, Харьков, Российская империя — 5 июля 1921, с. Козелька, Вознесенская волость, Бузулукский уезд, Самарская губерния, РСФСР) — российский фотограф и кинематографист, журналист, редактор и издатель. Основатель Бакинского фотографического кружка, начинатель кинематографии Азербайджана. Член-фотограф Парижской национальной академии.

## Биография
Александр Мишон родился в Харькове. Сведения о семье противоречивы: по одним источникам, его отец был беглым крепостным крестьянином Михаилом Мишоном, купившим чужие документы и жившим под именем дворянина И. И. Березовского. Через 7 лет после отмены крепостного права «Березовский» обратился с покаянным прошением к царю, и семье удалось возвратить настоящую фамилию. По другой информации, А. Мишон был сыном последнего из рода польских шляхтичей Томаш-Березовских и француженки Виолетты Мишон. В любом случае, отец А. Мишона был одним из пионеров фотографии на юге Российской империи; уже в 1870 году в г. Славянске Изюмского уезда Харьковской губернии действует ателье «Фотография господина Мишона».
Александр Мишон унаследовал профессию от отца и начал свою карьеру фотографа, основав в 1883 году в родном городе фотостудию, располагавшуюся на углу улицы Московская и переулка Слесарный.
В 1884 году переезжает в Баку, где в ожидании разрешения на открытие своего фотографического дела работает в реальном училище. 28 июня 1887 года бакинский губернатор выдал разрешение на открытие фотомастерской, которая разместилась на Торговой улице, в марте следующего года мастерская была перемещена в гостиницу «Империал».
Мишон стал инициатором создания Бакинского кружка любителей фотографии, целью которого было «изучение фотоискусства и приложение его к иллюстрированию нашего богатого естественного, научного, археологического и этнографического материала». Членами кружка, согласно уставу, могли быть лица обоего пола, за исключением учащихся средних и низших учебных заведений, несовершеннолетних юнкеров, состоящих на действительной службе, и лиц, подвергшихся ограничению прав по суду.
Александр Михайлович являлся автором, фотографом, редактором и издателем первого выпуска ежегодника города Баку, вышедшего на 1893 год. В конце того же года ему было выдано разрешение на открытие читальни при издательстве, которое расположилось на Торговой улице.
К началу XX в. Мишон владеет типографией-фототипией, в которой печатаются открытки с видами Баку и других местностей Азербайджана. Также он издавал журнал «Кавказ и Средняя Азия», в котором публиковал свои снимки и заметки.
В 1898 году Александр Мишон снял несколько документальных киносюжетов на местные темы, такие, как «Нефтяной фонтан на промысле Балаханы», «Пожар на Биби-Эйбате», «Народное гулянье в городском саду», «Кавказский танец», и одну игровую юмористическую кинозарисовку, которая называлась «Попался». В своих фильмах выступал одновременно как сценарист, режиссёр и оператор. Зрителям эти фильмы были показаны на специально организованном киносеансе 2 августа того же года в театре-цирке В. И. Васильева-Вятского, тогда же были продемонстрированы документальные ленты «Встреча эмира Бухарского в порту» и «Прибытие великого князя Алексея». Согласно указу президента Азербайджанской Республики от 18 декабря 2000 года, этот день является датой рождения национальной кинематографии и ежегодно отмечается как День национального кино.
В 1908 году А. Мишон переезжает в г. Славянск, где работает в фотозаведении, которое ранее принадлежало его матери, Вере Ивановне Мишон. Спустя три года получает право на издание газеты «Северо-Донецкий край», выпускавшейся до июля 1912 года. В 1913 году он открывает фотографию и цинкографию в Харькове. Издал несколько серий открыток с видами г. Изюма и окрестностей и видов реки Северный Донец.
В 1918 году при неизвестных обстоятельствах А. Мишон появлялся в Воронеже в качестве председателя Ревтрибунала.
В 1921 году в газете «Воронежская коммуна» была размещена заметка «Смерть т. Мишон», в которой сообщалось о том, что бывший председатель Ревтрибунала, член ВКП(б) Александр Михайлович Мишон скончался 5 июля 1921 года в селе Козелька (окрестности Самары) Вознесенской волости Бузулукского уезда.
По медалям, воспроизведённым на обороте фотографий, следует, что он являлся членом-фотографом Парижской национальной академии, был удостоен медали Императорского Русского технического общества, получил награды на фотовыставке 1891 года в Петербурге. В 1884 году был удостоен благодарности великого князя Михаила Николаевича, а в 1890 году — его высочества принца неаполитанского Виктора Эммануила III.
18 мая 2013 года в Харькове на доме, где находилось фотоателье А. Мишона (пер. Слесарный), установлена мемориальная доска.

## Фильмография

### Режиссёрские работы
- «Нефтяной фонтан на промысле Балаханы» (1898)
- «Пожар на Биби-Эйбате» (1898)
- «Проводы его высочества эмира бухарского на пароход «Вел. кн. Алексей» (1898)
- «Пароход общества „Кавказ и Меркурий“ отправляется в плавание» (1898)
- «Поезд прибывает на железнодорожную станцию» (1898)
- «Утро на Базарной улице» (1898)
- «Кавказский танец» (1898)
- «Народное гуляние в городском саду» (1898)
- «Попался» (1898)

## Фотографии
- Фото № 1 «Общий вид промысла на XVII группе» из альбома с широкоформатными фотографиями «Виды нефтяных промыслов торг. дома Бенкендорф и К°». Балаханы, 1896.

- Баку. Александровская набережная.
- Баку. Садовая улица и гавань.
- Баку. Вид с севера.
- Баку. Мусульманский квартал.
- Дети лесничего Елизаветпольского уезда. Анна Яковлевна и её брат.